# HD 895
HD 895 är en multipelstjärna belägen i den södra delen av stjärnbilden Andromeda. Den har en skenbar magnitud av ca 6,28 och är mycket svagt synlig för blotta ögat där ljusföroreningar ej förekommer. Baserat på parallax enligt Gaia Data Release 2 på ca 18,7 mas, beräknas den befinna sig på ett avstånd på ca 175 ljusår (ca 54 parsek) från solen. Den rör sig närmare solen med en heliocentrisk radialhastighet på ca -6 km/s. Baserat på parallax enligt Hipparcos-uppdraget är avståndet 180 ljusår (54 parsek).

## Egenskaper
Primärstjärnan HD 895 A är en gul till vit jättestjärna av spektralklass G0 III. Den har en massa som är ca 2,4 solmassor, en radie som är ca 6,6 solradier och har ca 50 gånger solens utstrålning av energi från dess fotosfär vid en genomsnittlig effektiv temperatur av ca 5 900 K.
HD 895 består av två olika spektroskopiska dubbelstjärnor. Det första paret utgörs av en primär gul jättestjärna av spektraltyp G0 III, och en sekundär underjättestjärnan av spektraltyp K2 IV där båda har lämnat huvudseriens evolutionära fas. De är också båda mer massiva än solen. Följeslagaren har en bana kring primärstjärnan med en omloppsperiod av 421 år.
Det andra paret är en dubbelsidig spektroskopisk dubbelstjärna belägen 18 bågsekunder bort från det första paret, med en skenbar magnitud på 10,37. Det sågs inte som ett separat par i den gamla Bright Star Catalogue och Henry Draper Catalogue, så den bär beteckningen HD 895 C. De är båda huvudseriestjärnor av spektraltyp G något mindre massiva än solen, med spektralklass G7 V respektive G8 V. De har en omloppsbana runt dess masscentrum med en omloppsperiod av ungefär sex dygn.